# Городниця (гміна)
Ґміна Городниця — сільська гміна у Копичинецькому повіті Тернопільського воєводства Другої Речі Посполитої. Адміністративним центром гміни було село Городниця (тепер Гусятинського району).
Ґміна утворена 1 серпня 1934 року в рамках нового закону про самоврядування від 23 березня 1933 року.
Площа ґміни — 85,47 км²
Кількість житлових будинків — 1401
Кількість мешканців — 6923
Створена на основі давніших сільських ґмін: Городниця, Постолівка, Раків Кут, Самолусківці.